# Jean de Balthazard de Simmeren
Jean de Balthazard de Simmeren, ou Jean de Balthasar (Simmeren vers 1600 - mort vers 1688) est un militaire et diplomate allemand au service de différentes puissances, dont la France à partir de 1635. Il parvient au grade de lieutenant général des armées du roi de France en 1654.

## Biographie
Jean de Balthazard est le fils de Gacho de Balthazard, capitaine des gardes du corps de Frédéric V, et de Marguerite de Rahire. Son père, mort en 1620 au siège de Prague, est le frère du colonel Balthazard, maréchal de camp sous Henri IV et tué en 1590 ; sa famille est originaire de Transylvanie, d’où elle sortit en 1320.
À l’âge de seize ans, il fait sa première campagne sous le roi de Suède Gustave Adolphe, et le sert jusqu’à sa mort en 1632. Il s’attache ensuite au duc de Weimar, et combat à Nortlingen (1634) où il reçoit trois blessures.
En 1635, il passe au service de la France comme capitaine au régiment de cavalerie de Gassion. Il devient lieutenant-colonel de ce régiment en novembre 1641.
Le 13 août 1643, il est fait mestre de camp d’un régiment de cavalerie qu’il forme de sa compagnie de chevau-légers tirée du régiment d’Alais et de deux autres compagnies nouvellement levées.
Il épouse le 25 juillet 1648, au château de Montarnaud, Madeleine de Brignac, fille de François de Brignac, baron de Montarnaud et sœur de Pierre de Brignac, capitaine de cavalerie et de François de Brignac, sieur de Beauregard. Il s’établit à Genève et a de son mariage deux fils, Isaac Genève, né en 1657 et filleul de la République, et Armand.
Il est fait maréchal de camp le 26 mars 1649. Le 12 février 1650, il obtient le régiment d’infanterie allemande d’Erlach.
En 1651, il prend le parti du prince de Condé, et participe à la guerre de Guyenne jusqu’en août 1653 ; il rentre alors « dans son devoir ».
Il est créé lieutenant général des armées du roi le 20 mai 1654 et va servir en Catalogne sous le prince de Conti. Après le siège de Villefranche, il marche au secours de Roses assiégé, rejoint les ennemis le 27 juillet à Verges et les défait. Il sert ensuite au siège de Puicerda.
Il se démet de son régiment d’infanterie en 1655 et de son régiment de cavalerie le 1er janvier 1657. La même année, il obtient le droit de bourgeoisie dans Berne. Il est envoyé dans différentes cours d’Allemagne, chargé de négociations pour l’élection de Léopold à l’Empire. Il assiste à son couronnement en 1658 et revient en France.
Il reprend son régiment de cavalerie le 15 février 1659 sur la démission du comte de Vivonne à qui il l’avait cédé, jusqu’à son licenciement le 18 avril 1661.
Avec le consentement du roi, il s’attache à l’électeur palatin Charles Louis qui le nomme général de ses troupes, conseiller intime et burgrave d’Altzei.
Vers 1668, il se retire en Suisse dans sa baronnie de Prangin. Par la suite, Louis XIV le charge de négociations auprès des princes de Brunswick et de Lunebourg, dont il s’acquitte avec réussite.
Jean de Balthazar a écrit ses mémoires dans une Histoire de la guerre de Guyenne. L’ouvrage est divisé en trois parties :
La première partie contient ce qui s’est passé depuis la fin du mois de septembre 1651 jusqu’à ce que le prince de Condé et le comte d’Harcourt sortirent de Guyenne.
La seconde représente ce qui s'est passé en l’année 1652 jusqu’à l’année 1653.
La troisième décrit ce qui est arrivé dès le commencement d’août 1653 jusqu’à la fin de cette année, pendant lequel temps Marchin tenta avec grand soin, mais inutilement, un dernier effort pour ravoir Bordeaux, ou pour prendre l’île de Retz (Ré) avec l’armée navale d’Espagne.